# Incydent lotu TACA Airlines 110
Incydent lotu TACA Airlines 110 miał miejsce 24 maja 1988. Samolot Boeing 737-3T0 linii lotniczych TACA Airlines, lecący z Belize City (Port lotniczy Philip S.W. Goldson) do Nowego Orleanu (Port lotniczy Nowy Orlean-Louis Armstrong) musiał lądować awaryjnie na trawiastym wale opodal kanału z powodu awarii obu silników. Na pokładzie samolotu znajdowało się 45 osób (w tym 7 członków załogi).

## Załoga
Kapitan: Carlos Dardano – wówczas 29-letni pilot. W 1982 został postrzelony w Salwadorze, w wyniku czego stracił lewe oko. Pomimo uszkodzenia wzroku zdobył licencję pilota liniowego.
Pierwszy oficer: Diamecio Lopez – miał ponad 12 000 godzin nalotu.
Kapitan Arturo Soley – pracujący dla TACA jako instruktor pilotażu. W tym dniu pełnił rolę obserwatora Boeinga 737, który zasilił flotę dwa tygodnie przed incydentem.

## Przebieg lotu
Boeing 737-3T0 leciał nad Zatoką Meksykańską i zmagał się z silną burzą, gradem i turbulencjami. Przy schodzeniu na wysokość 16 500 stóp (5029 m)  zgasły światła, przyrządy (oprócz wysokościomierza i sztucznego horyzontu, które posiadają własne zasilanie awaryjne), a także silniki. Załoga uruchomiła generator awaryjny (APU), który przywrócił zasilanie i najważniejsze systemy ponownie zaczęły działać, ale samolot nadal szybował. Aby uruchomić silniki załoga musiała przeprowadzić procedurę pełnego restartu. Lewy silnik zaczął ponownie pracować na wysokości 1,5 km. Po chwili zaczął pracować również drugi silnik. Okazało się jednak, że silniki nie wytwarzają ciągu, a przyrządy pokładowe pokazały, że silniki zaczynają się przegrzewać (zjawisko znane jako: gorący start). W związku z tym załoga została zmuszona do wyłączenia silników. Kapitan podjął decyzję o wodowaniu, będąc na wysokości 1500 stóp. Jednak po chwili pojawiła się inna możliwość: wał przeciwpowodziowy, który przebiegał równolegle do kanału, na którym załoga postanowiła wodować. Aby znaleźć się w poprawnej pozycji do lądowania kapitan musiał wykonać ślizg boczny. Samolot wylądował na terenie instalacji agencji NASA. Po raz pierwszy w historii Boeing 737 wylądował bezpiecznie z niedziałającymi silnikami poza lotniskiem.

## Przyczyny awarii i następstwa
Zanim śledczy NTSB poznali przyczynę awarii silników, musieli zabrać samolot z wału przeciwpowodziowego, ponieważ zaczął zapadać się w grunt. Aby to uczynić, wymieniono prawy silnik, opróżniono zbiorniki z paliwa, pozostawiając minimalną ilość potrzebną do krótkiego lotu do Nowego Orleanu. Następnie piloci testowi Boeinga wystartowali z grobli, na której wcześniej samolot wylądował awaryjnie (wystarczyło zaledwie ok. 360 metrów rozbiegu).
Śledczy NTSB badali jak silniki radzą sobie z dużą ilością wody. Okazało się, że przy pełnej mocy silniki bez żadnych problemów radziły sobie z deszczem, natomiast silniki z mocą zredukowaną do biegu jałowego nie wytrzymywały tak dużej ilości wody. Ważnym czynnikiem był fakt, że woda gromadziła się w silnikach w wyniku zasysania zarówno deszczu, jak i gradu, który następnie topił się w najcieplejszych obszarach silników. Silniki stosowane w tym modelu Boeinga 737 zaprojektowane były tak, aby grad nie mógł dostać się do wnętrza. Lecz brano pod uwagę tylko ziarna o średnicy od 2,5 do 5 cm, natomiast mniejsze ziarna bez problemu mogły dostać się do środka.
Pilotom nie udało się ponownie uruchomić silników, ponieważ wystąpiło zjawisko gorącego startu, które doprowadziło do zapalenia silników i stopienia łopatek. Było to wynikiem zbyt dużej ilości paliwa w stosunku do ilości powietrza. 
Samolot po miesiącu powrócił do latania.
Aby w przyszłości zapobiec takiej awarii, zmieniono kształt kołpaka wentylatora i odstęp pomiędzy łopatkami, dzięki czemu mniej gradu wpadało do środka silnika. Dodano również więcej drenów, usuwających wodę z jego środka.
11 odcinek serii 11 w serialu Katastrofa w przestworzach pt. „Brak miejsca na lądowanie” („Nowhere to Land”) przedstawia incydent w czasie lotu TACA Airlines 110.